# Гуревич, Иосиф Борисович
Иосиф Борисович Гуревич (28 августа 1924, Ленинград — 10 ноября 1985 или 1970-е, Таллин) — советский футболист, полузащитник, тренер, футбольный судья всесоюзной категории (28.12.1967).

## Биография
Обучался в ленинградском техникуме физической культуры (1939—1941).
Участник Великой Отечественной войны, в июне — октябре обучался на специальных радиокурсах Балтийского флота, по ноябрь 1946 служил в первом морском радиоотряде, ОСНАЗе, старшина первой статьи.
Награждён медалями «За оборону Ленинграда» (1942), «Ушакова» (1945), «За победу над Германией в Великой Отечественной войне 1941—1945 гг.» (1945).
С 1947 года — в команде II группы ВМС Москва. В 1950 году провёл три игры в чемпионате СССР в составе ленинградского «Зенита», затем переехал в Эстонскую ССР, где играл в республиканских соревнованиях за КБФ 1951—1952), «Калев»-клуб. Таллин 1955), «Калев» Юлемисте 1957—1958). В последнем клубе в 1957—1962 годах работал также старшим тренером и директором Дома Спорта завода «Двигатель».
В 1960—1974 годах работал главный судьёй в низших лигах и боковым судьей в чемпионате СССР.